# 車諾比清理人

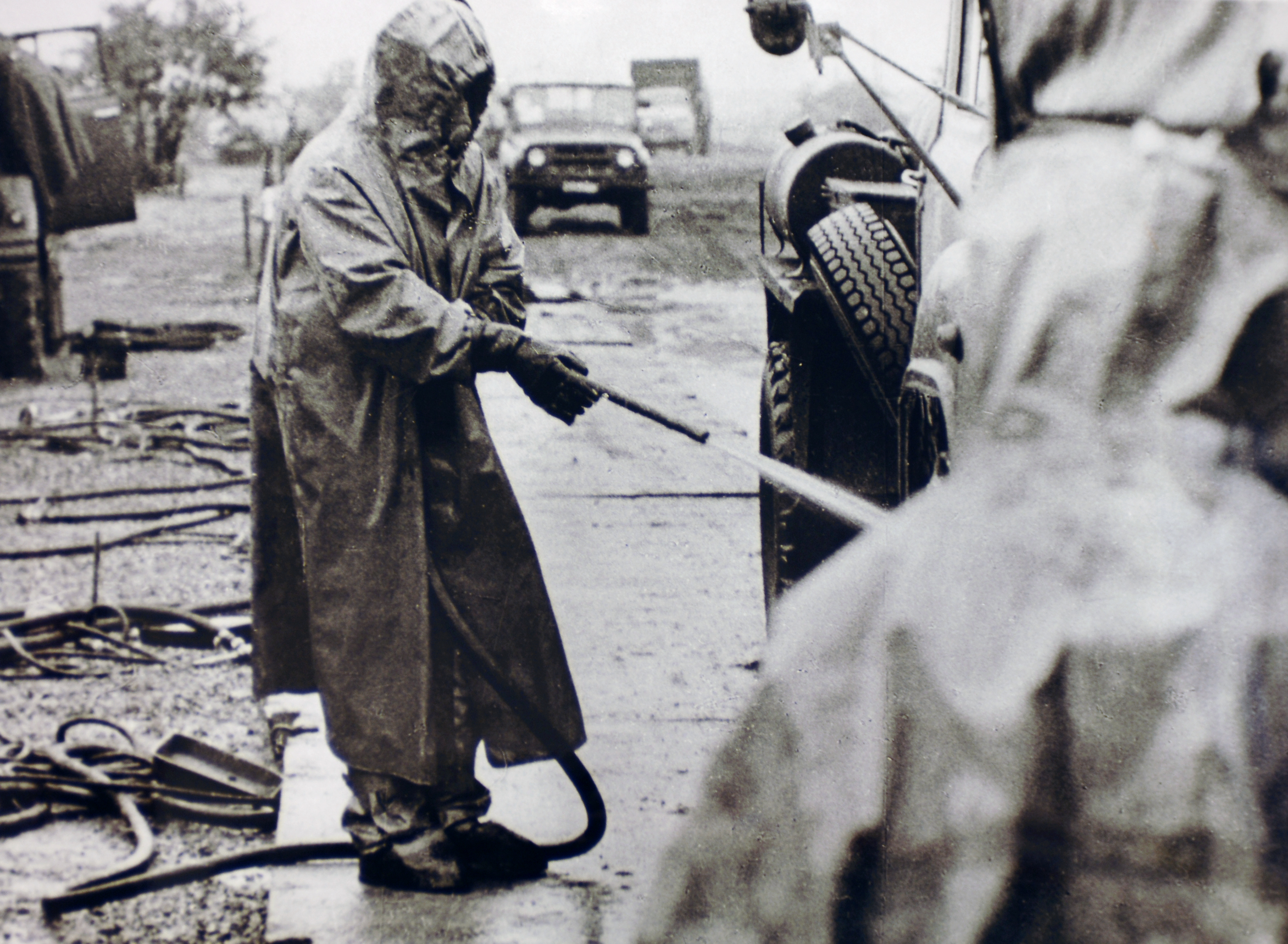
進行去污活動的「清理人」。

車諾比清理人是指被召集前往1986年蘇聯切尔诺贝利核事故現場處理後果的核災清理人員。這些清理人被廣泛認為在即時阻止核事故和長期損害方面發揮重要作用。包括負責整理現場並建造車諾比核電站石棺。
根據統計，這些清理人共有526,250人，來自數千種職業與崗位，並在事後享有與退伍軍人身份一樣的特殊社會福利待遇。許多清理人被蘇聯政府和媒體譽為「英雄」，而有些人則經歷多年才獲得官方承認。

## 名稱

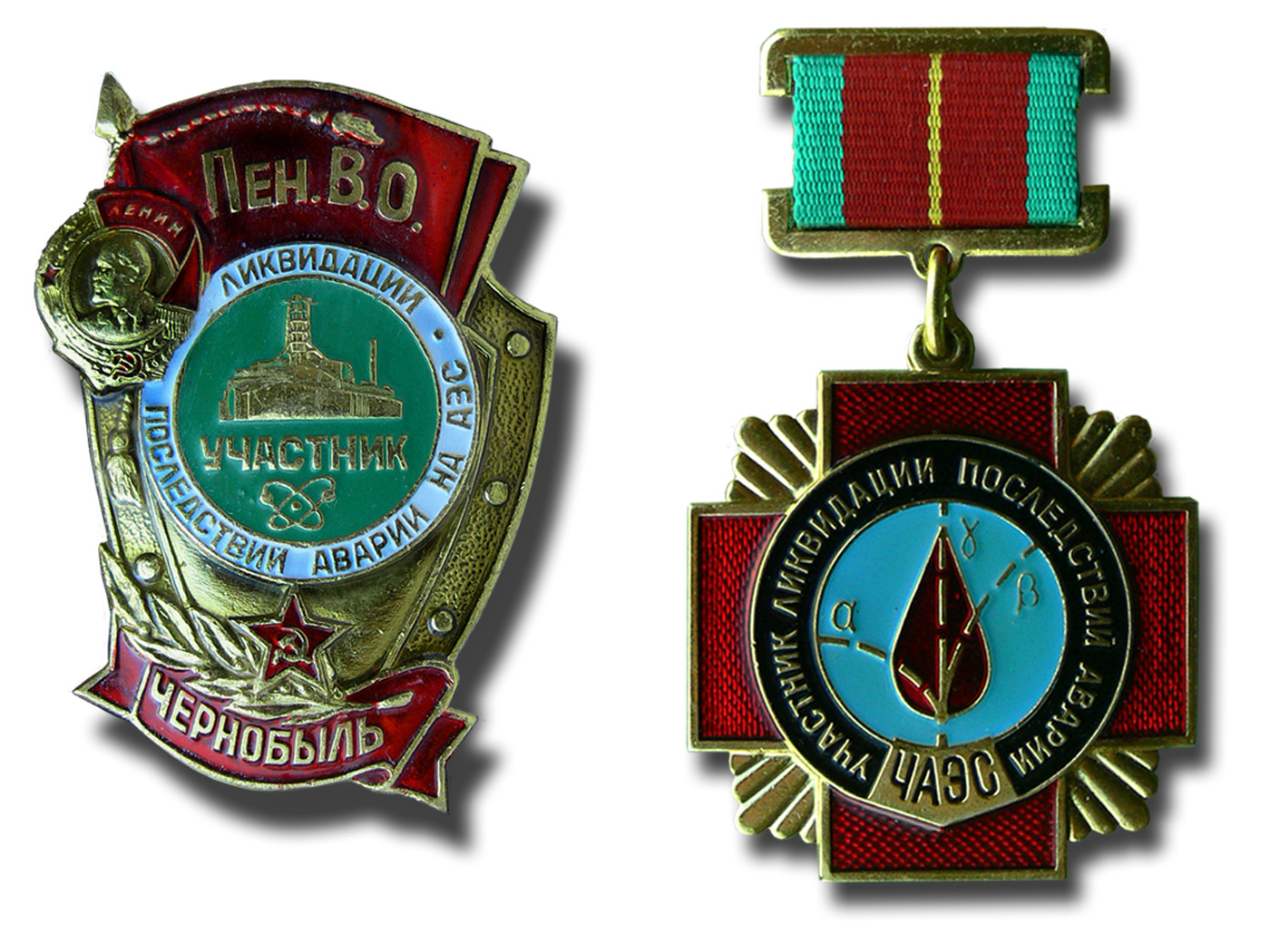
授予「清理人」的蘇聯軍事徽章（左）和獎章。

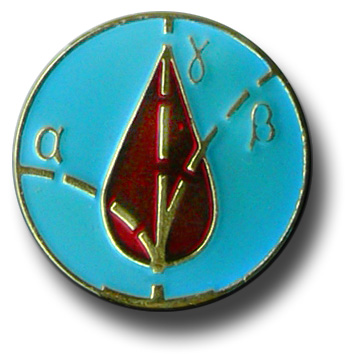
清理人獎章的中央圖案，上面有α粒子、β粒子以及γ射線的痕跡，位於一滴血液上方。

「清理人」這個委婉语（烏克蘭語：ліквідатор，likvidator）源自蘇聯官方定義「учтстник ликвиаиииии8: уц кой АЭС」（uchastnik likvidatsii posledstviy avarii na Chernobylʹskoy AES，字面意思為「參與清除車諾比核電廠事故後果的參與者」）。
這個術語被廣泛用於描述清理人在就業、醫療保健和退休方面的待遇。這個確切的短語也被刻在授予清理人的蘇聯勳章和徽章上。

## 職業
車諾比核電廠的災害管理涉及各種不同的職業、職位和任務，特別包括以下人員：
- 車諾比核電廠營運人員：最先回應事故並採取緊急措施。
- 緊急應變人員
  - 消防員：立即回應反應爐事故，進行滅火和控制。
  - 苏联武装部队民防部隊：直接投入現場清理放射性污染物、控制反應爐連鎖反應的人員。
  - 內務部隊和警察：參與了安全保衛、交通出入控制、居民疏散。烏克蘭內務部至少749人獲得勳章獎章，其中包括3名蘇聯英雄、4名烏克蘭英雄。
- 醫療和衛生人員：清理居民緊急撤離後住宅內的食物以避免傳染病爆發的女性清潔工人組。
- 特殊狩獵小組：負責撲殺居民緊急撤離後遺留的家畜。
- 空中作業人員
  - 蘇聯空軍和民航部隊：參與了極危險的直升機搶救、緊急空運、航空放射性輻射監測（英语：Radiation monitoring）等任務。民用直升機飛行員米科拉·梅爾尼克（英语：Mykola Melnyk）在反應器上安裝了輻射传感器。[1][2]
- 民間科學家、工程師和工人：參與災害管理的各個階段。
  - 運輸工人
  - 煤礦工人：建造車諾比核電站石棺，以防止放射性材料進入反應器下方的含水层。
- 建築專業人員
- 媒體人員：記錄下現場搶救經過，例如：攝影師伊戈爾·科斯廷（英语：Igor Kostin）和弗拉基米爾·舍甫琴科拍攝了最直接的照片，並進行危險的手工作業。
- 表演藝術家：前往現場慰問演出。

少數外國人（主要來自西方國家）：自願參加了與救援行動相關的國際医学和科學計畫。他們根據參與時的確切位置和任務，技術上也可能有資格成為清理人。

## 健康影響

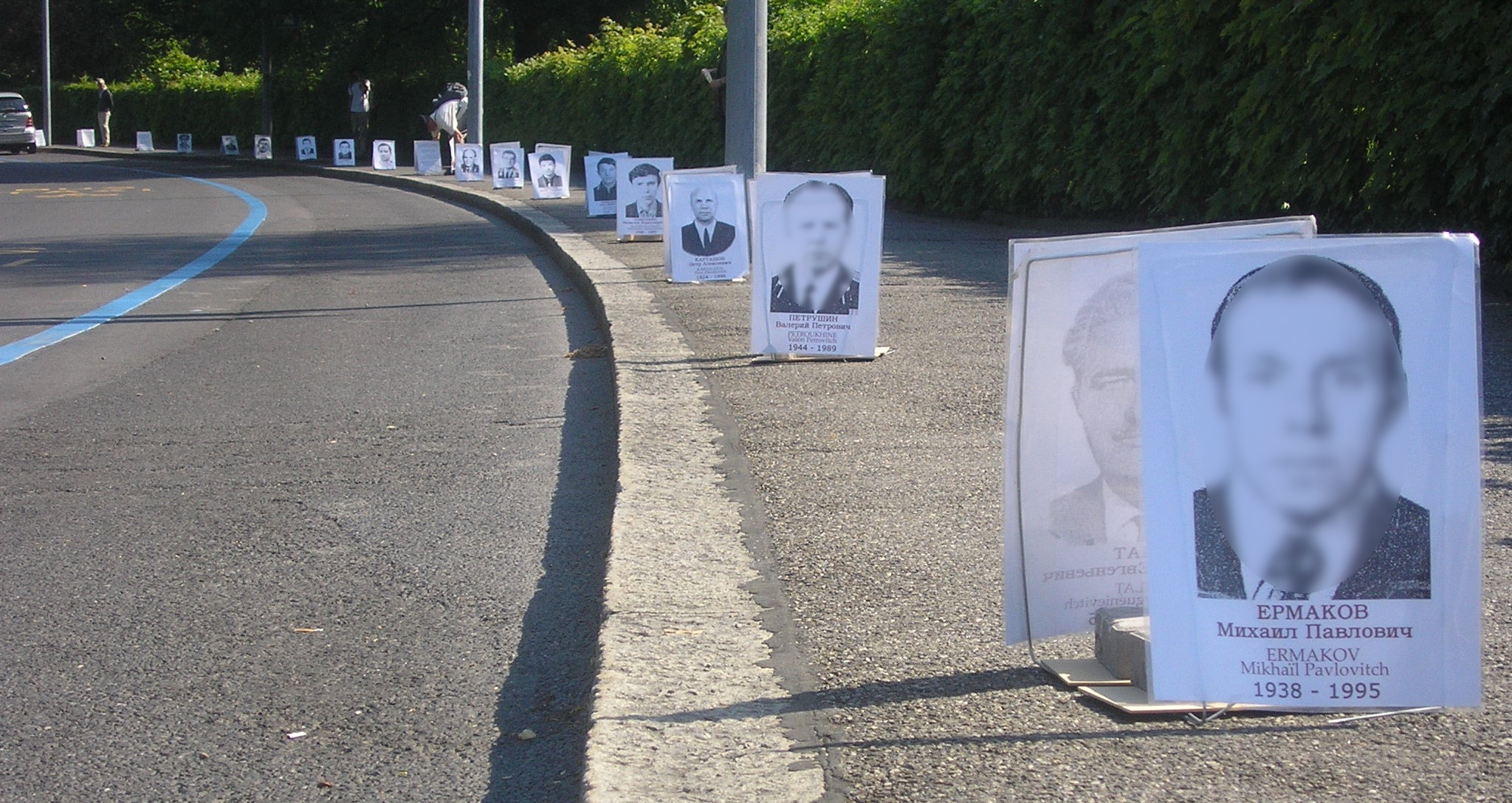
在日內瓦舉行的一場反核抗議活動中使用了已故的清理人肖像。

根據世界衛生組織的數據，1986年和1987年期間共有就有24萬名工作者被召集。總共有60萬人被認定為「清理人」，並頒發了特別證書。
1986年至1990年期間，參與車諾比恢復作業的工人其總等效劑量記錄範圍從不到10毫西弗（不到1倫琴）到超過1西弗（100倫琴），主要由於外部輻射造成的。平均劑量估計為120毫西弗（12倫琴），記錄的劑量中有85%位於20到500毫西弗（2到50倫琴）之間。這些個別劑量存在較大的不確定性，估計範圍從50%到五倍不等，軍事人員的劑量記錄被認為有偏高的傾向。 聯合國原子輻射影響科學委員會估計，約53萬名工作者的總集體劑量約為6萬人西弗（600萬人倫琴）。
根據清理人主要組織切爾諾貝利聯盟的維亞切斯拉夫·格里辛的說法，「俄羅斯清理人中有2.5萬人死亡，7萬人殘疾，烏克蘭情況大致相同，白俄羅斯有1萬人死亡和2.5萬人殘疾」。這使得死亡人數達到了6萬人（清理人總數的10%），殘疾人數達到了16.5萬人。關於事故可能導致的死亡人數的估計差異很大：世界衛生組織估計可能達到4000人。
由100多名科學家組成的國際團隊得出結論，車諾比核電廠事故在此後的20年，最終可能有多達4,000人死於輻射暴露。然而，截至2005年中期，直接歸因於事故輻射的死亡人數少於50人，幾乎全部是高度暴露的救援人員，其中許多人在事故發生幾個月後就去世了，但也有一些人一直到2004年才去世。
伊凡諾夫等人於2001年研究了近66,000名來自俄羅斯的清理人，發現整體癌症或非癌症死亡率沒有增加。然而卻發現在癌症和心臟病的統計上顯著與劑量相關的過度死亡率。
拉胡等人則在2006年研究了來自拉脫維亞和愛沙尼亞的約10,000名清理人，發現整體癌症率沒有顯著增加。在特定的癌症類型中，甲狀腺癌和腦癌的統計上顯著增加，儘管拉胡認為這可能是由於清理人中更好的癌症篩檢（對於甲狀腺癌）或隨機（對於腦癌）的結果，因為整體發生率非常低。白俄羅斯的一項研究則表明，與當地人口相比，結腸癌、膀胱癌和甲狀腺癌的發生率顯著過高。
雖然有粗略的共識認為，共有31人或54人死於爆炸創傷或急性辐射综合症是事故傷亡的直接結果 ，但對於事故長期健康影響導致的死亡人數的準確數量存在很大爭議，根據2005年9月，聯合國、國際原子能機構、世界衛生組織、聯合國開發計劃署、烏克蘭和白俄羅斯政府以及車諾比論壇等其他聯合國團體完成的一份關於核事故的總體報告。報告指出事件死亡人數可達4000人到不少於93,000人。

### 心理健康影響
清理工中最高暴露的人，在身體化和創傷後壓力症症狀評估上明顯更有症狀。暴露最嚴重的工人報告的障礙比兩個暴露較少的組別更嚴重，尤其是在創傷後壓力症方面。與切爾諾貝利論壇（2006年）的研究結果一致，其他涉及輻射的災難的研究結果也表明，事故對心理健康產生了有害影響。

## 遺產

### 紀念活動與集會
2006年，在切爾諾貝利核災20週年紀念活動中，出現了一系列事件和發展。清理人在基輔舉行了集會，抗議賠償和醫療援助惡化的情況。前蘇聯的許多其他城市也舉行了類似的集會。

### 愛沙尼亞
事發當時，共有超過4500名愛沙尼亞居民被派往協助清除工作。根據2006年報道，居住在愛沙尼亞的清理人約有4,200人，截至2011年為3,140人。這些清理人呼籲制定一項愛沙尼亞法律以獲得救助。根據愛沙尼亞法律，國家只有對那些「1918年至1940年愛沙尼亞共和國「合法後裔」的公民」才有義務提供幫助和救濟。同時，俄羅斯、白俄羅斯和烏克蘭不向居住在國外的清理人提供任何救濟。這個問題與切爾諾貝利退伍軍人被列為愛沙尼亞「遭受佔領權力打壓的人員法案」有關。
據報道，2017年愛沙尼亞議會已達成協議，為居住在愛沙尼亞的所有清理人，包括1,400多名非公民每年支付230歐元。

### 俄羅斯
一些居住在伯力的軍事清理人因非工薪工人，而是在軍事命令下被拒絕了某些健康損失的補償。這使得這批清理人不得不向欧洲人权法院提出申訴。2004年12月29日和2006年3月21日，俄羅斯政府通過了歐洲人權法院裁決，根據該裁決，應向切爾諾貝利受害者和現役軍人、退役軍人提供住宿或提供財務援助。 然而，2009年的臨時歐洲人權法院決議CM/ResDH(2009)43指出，俄羅斯政府未實施這些政策。

## 紀錄

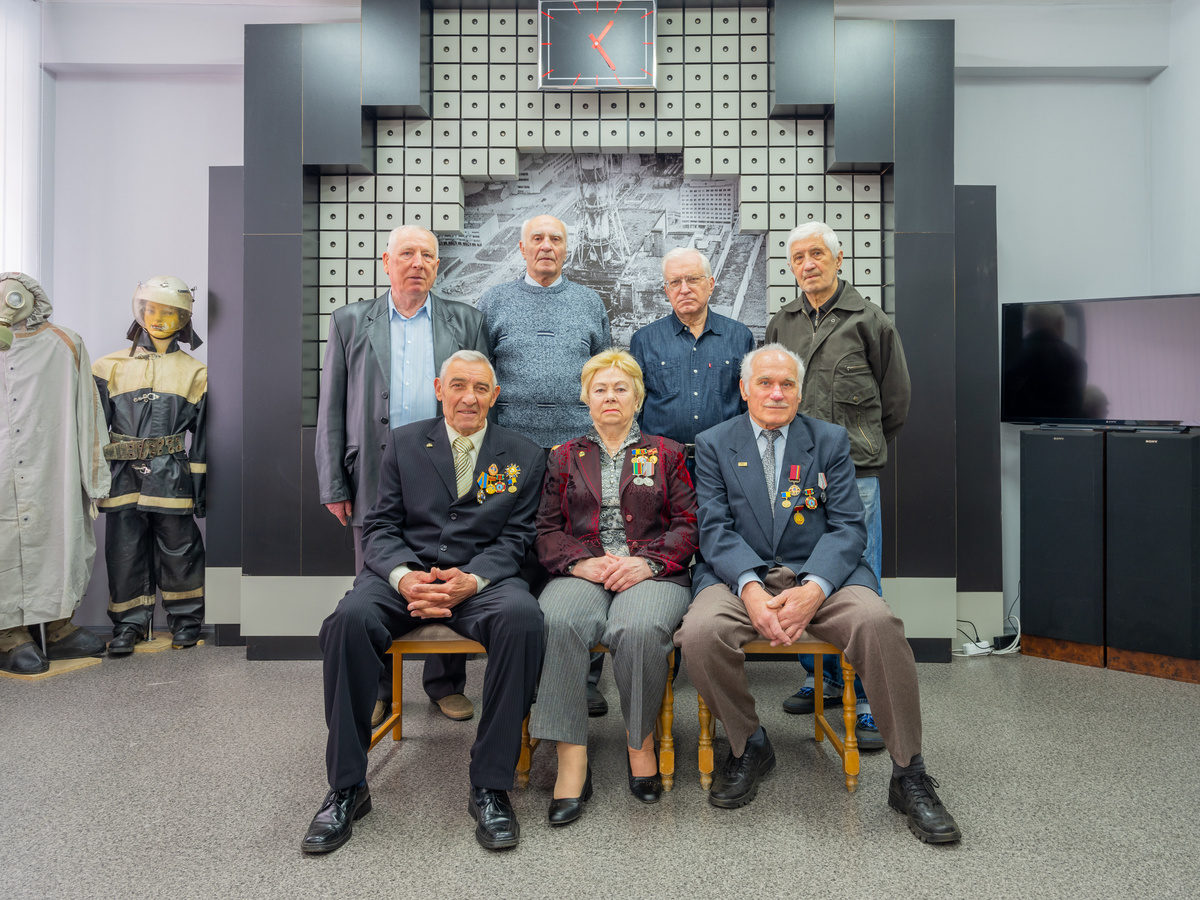
2018年車諾比核電廠災難32週年紀念日，一群清理人聚集在烏克蘭國立車諾比博物館。

位於烏克蘭基輔的烏克蘭國立車諾比博物館保存著一本「紀念冊」，這是一個向公眾開放的在線清理人數據庫，其中包含清理人的個人頁面，附有照片和簡要的結構資訊。資料欄位包括「受到的輻射損害」，「清除活動領域」和「隨後的命運」。
「紀念冊」的計畫始於1997年，截至2013年2月，該資料庫已有超過5,000筆記錄。目前，該資料庫僅提供烏克蘭語版本。

## 另見
- 車諾比：因這次事件而被廢棄的城市。
- 《核爆車諾比（英语：Chernobyl:_Abyss）》
- 福岛50死士
- 被爆者
- 核勞工問題（英语：Nuclear_labor_issues）
- 核安全
- 瓦列里·列加索夫：切尔诺贝利核事故調查委員會主任委員。

## 外部連結
- Pictures: "Liquidators" Endured Chernobyl 25 Years Ago -  annotated set of Liquidators photos by 伊戈爾·科斯廷（英语：Igor Kostin） in National Geographic
- A Worker Recalls the Chernobyl Disaster （页面存档备份，存于） 2006 article by The Washington Post